# 小人 (中国の伝説)

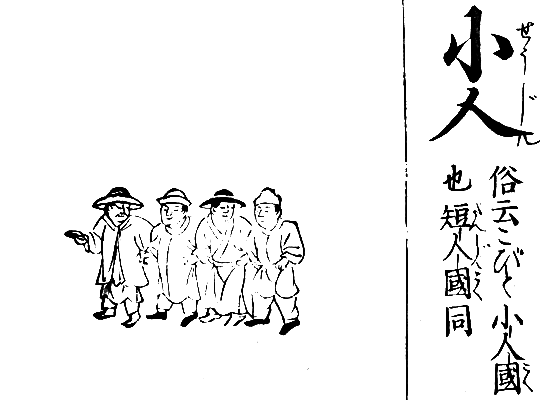
『訓蒙図彙』（1666年、日本）より「小人」

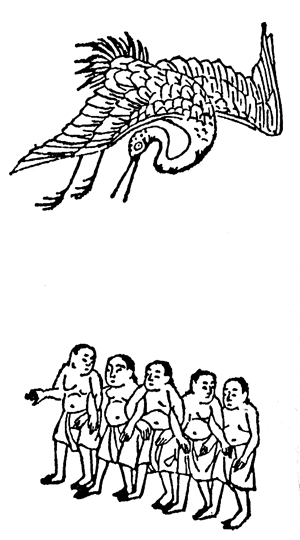
『和漢三才図会』（日本）より小人。ツルが一緒に描かれている。

小人（しょうじん）は中国に伝わる伝説上の人種である。靖人（せいじん）短人（たんじん）鶴国（かくこく）とも称され、東方の海にある島に住んでいるとされる。

## 概説
古代中国の地理書『山海経』の大荒東経によると、小人国は東の海の果てにあり、靖人とも呼ばれるとある。
類書である王圻『三才図会』では、小人たちは海にある島に住んでいるとされる。この地域にはツルのような鳥がおり、小人たちは単独で行動をしていたりするとそれに呑み込まれて捕食されてしまうという。そのため、常に群れて行動をしているとされる。日本の『和漢三才図会』や奈良絵本『異国物語』などでも、その呼称と解説とが使われている。また、小人が絵画に描かれる場合、この「鳥に食べられてしまう」という伝説から、ツルなどの鳥類が同じ画面内に描かれることが多い。『神異経』には鶴国（かくこく）という呼び方が見られ、彼らも気をつけていないと海鳥に食べられてしまうが、寿命は300年ほどあるとされ、鳥の体内でも生きてはいると記されている。小人たちは手先が器用であるとも言われており、『竹書紀年』という書物には、古代中国の帝・堯（ぎょう）に対して小人たちが「没羽」（ぼつう）という矢をいくつか作り、献上したことがあったとされる。
日本でも、上記のような中国の書物で伝えられていた小人国の存在が知識として直接もたらされている。一般的には「こびと」という呼称が用いられており、海をへだてた小人島（こびとじま）に住んでいるとされている。『頭書増補訓蒙図彙大成』（1789年）でも、小人国（しょうじんごく）という表示に対して「こびとじま」という日本語を併記している。

## 菌人
『山海経』の大荒南経には、菌人（きんじん）という小人たちが住んでいると記されている。

## 焦僥人
『山海経』の大荒南経には、焦僥、僬僥（しょうぎょう）、海外南経には周饒（しゅうじょう）と呼ばれる小人たちが住んでいると記されている。焦僥・周饒はともに「侏儒」（しゅじゅ）という言葉が変化したものであり、「小人」ということを示す同一の呼び名であると考えられている。この事から焦僥人と周饒人は同一のものであると見られる。『外国図』には、焦僥人たちは強い風に吹かれると飛ばされてしまうことがあったと描写されており、強風が吹くと体をしっかり伏せてこれをまぬがれているという。

## 広延人
『拾遺記』には、広延（こうえん）という国に小人たちが住んでいると記されている。

## 巨霊
『漢武故事』には、巨霊（きょれい）という身の丈7寸の小人が東から遣わされてきたという記事がある。

## 小人の登場する作品
『鏡花縁』
小人国が旅の途中に舞台として登場する。小人たちは鳥に襲われないように常に三、五人が連れだって歩いているという。また、常に人間にはあべこべのことを受け応えて来ると設定されており、甘いものを苦い、暑いときに寒いと言うとされる。
富川吟雪『朝比奈島渡』
1776年。朝比奈三郎がたどりつく異国の一つとして「小人じま」が登場し描かれている。朝比奈の吸った煙草の煙を山火事だと思って駆けつける。
葛飾北斎『北斎漫画』
第3編（1815年）に描かれている。「小人」と書いて「こびと」とよませている。
歌川国芳 朝比奈諸国廻り図（1829年）
朝比奈三郎が出会ったとされるさまざまな異国人物が描かれている錦絵。小人国という表示の下に描かれている。

## 関連記事
- 侏儒国 - 邪馬台国の南方にあると考えられていた小人の国。
- 小人 (伝説の生物)
- ガリヴァー旅行記 - 小人たちの国として「リリパット国」が登場している。
- 長人
- ピュグマイオイ - ギリシャ神話に現れる小人で鶴が天敵という類似点がある。